# Música en la memoria Inti+Quila juntos en Chile
Música en la memoria Inti+Quila juntos en Chile è un album dal vivo dei gruppi cileni Quilapayún e Inti-Illimani Histórico, pubblicato nel 2005.

## Descrizione
Come scritto nelle note del disco, questo disco/concerto è il punto di arrivo di una vita parallela dei due gruppi. Nati entrambi durante gli anni in cui si sviluppava Unidad Popular, hanno lavorato con i medesimi maestri (Víctor Jara, Sergio Ortega, Luis Advis), entrambi hanno vissuto l'esilio (in Italia e Francia) venendo a contatto con altre culture, assorbendo nella loro musica queste influenze, sono rientrati in Cile appena possibile appoggiando la rinascita della democrazia ed entrambi hanno poi vissuto dolorose divisioni all'interno dei rispettivi gruppi. 
Con i concerti registrati in questa pubblicazione, e gli altri fatti nelle settimane seguenti sia in Sud-America che in Europa, queste vite ed esperienze parallele si sommano in un unico spettacolo idealmente diviso in quattro parti: nella prima i Quilapayún si uniscono agli Inti-Illimani Histórico nell'eseguire brani del repertorio degli Inti-Illimani, nella seconda sul palco rimangono i soli Inti-Illimani Histórico. Seguono la terza parte, con i soli Quilapayún, e la quarta con gli históricos ad accompagnare i Quilapayún nell'esecuzione di alcune delle canzoni del loro repertorio. Il tutto sotto l'inedito logo Inti+Quila che vuole esprimere questa unione di storia ed intenti.
Con loro anche alcuni ospiti selezionati tra i musicisti cileni più significativi della nuova generazione.
Questo disco segna l'esordio discografico degli Inti-Illimani Histórico e fu questo evento dal vivo a innescare gli scontri legali tra loro e gli Inti-Illimani sull'utilizzo del nome e del marchio.

## Edizioni
L'album, registrato dal vivo il 20, 21 e 22 agosto 2004, nello Stadio Víctor Jara di Santiago del Cile (conosciuto fino al 2003 come Estadio Chile, luogo di detenzione per prigionieri politici nei giorni immediatamente successivi al colpo di stato di Augusto Pinochet e dove Jara trovò la morte), è stato pubblicato per la prima volta, in formato doppio CD, nel 2005 dall'etichetta cilena La Oreja (cod.263057). In copertina, sopra una foto dei due gruppi dal vivo, il grande logo Inti+Quila all'interno di un cerchio nel quale compaiono le scritte MUSICA EN LA MEMORIA e JUNTOS EN CHILE. Questa edizione sarà ristampata, in maniera sostanzialmente analoga, dall'etichetta Plaza Independencia nel 2015 con l'indicazione in copertina edición 10 años e il codice PICD 510459.
In Italia, nel dicembre 2005, esce una seconda edizione di questo disco caratterizzata da due tracce in più (Alturas e El pueblo unido jamas sera vencido), una diversa copertina, priva del logo e delle altre scritte presenti nella prima edizione, e una nuova intestazione. Il disco è infatti accreditato ai soli Inti-Illimani Histórico e i Quilapayún vengono indicati, in spagnolo, tra gli invitados especiales (invitati speciali) assieme agli altri artisti cileni presenti nella registrazione. Questa edizione, sempre in doppio CD, è stata realizzata da Self distribuzioni e Ice records con codice ICE 001065 CD.
Sempre in Italia, nel 2006, esce una terza edizione, questa volta divisa in due distinti CD singoli (indicati, rispettivamente, come vol.1 e vol.2), all'interno dei quali compaiono ulteriori tracce inedite (El mercado de Testaccio e Campanitas/Mis llamitas) e nei quali alcuni brani sono presenti in entrambi i CD. A pubblicarli è la D.V.More record con codici CD DV 6930 e CD DV 6931. Anche questa edizione accredita il disco agli Inti-Illimani Histórico indicando i Quilapayún solamente come invitati speciali.

## Tracce

### prima edizione
Disco 1
1. Inti-Illimani Histórico e Quilapayún – Palimpsesto – 5:55 (testo: Patricio Manns – musica: Horacio Salinas)
2. Inti-Illimani Histórico e Quilapayún – El tinku (tradizionale boliviano) – 3:52
3. Inti-Illimani Histórico e Quilapayún – Tatatí – 3:29 (musica: Horacio Salinas)
4. Inti-Illimani Histórico e Quilapayún – Simón Bolivar – 2:55 (Rubén Lena e Isidro Contreras)
5. Inti-Illimani Histórico – Cándidos – 4:34 (testo: José Seves e Eugenio Llona – musica: José Seves)
6. Inti-Illimani Histórico – Danza di Calaluna – 5:13 (musica: Horacio Salinas)
7. Inti-Illimani Histórico – Medianoche – 4:10 (testo: Patricio Manns – musica: Horacio Salinas)
8. Inti-Illimani Histórico – La exilada del sur (feat. Los Bunkers) – 4:29 (testo: Violeta Parra – musica: Patricio Manns)
9. Inti-Illimani Histórico e Quilapayún – El Arado (feat. Mecánica Popular) – 5:34 (Víctor Jara)

Durata totale: 40:11
Disco 2
1. Quilapayún – Canto negro (feat. Chancho en Piedra) – 5:07 (testo: Nicolás Guillén – musica: Eduardo Carrasco)
2. Quilapayún – Premonición a la muerte de Joaquín Murieta – 4:19 (testo: Pablo Neruda – musica: Eduardo Carrasco)
3. Quilapayún – Oguere (tradizionale cubano) – 4:03
4. Quilapayún – Entre morir y no morir – 5:42 (testo: Pablo Neruda – musica: Sergio Ortega)
5. Quilapayún e Inti-Illimani Histórico – Ventolera – 2:32 (musica: Eduardo Carrasco)
6. Quilapayún e Inti-Illimani Histórico – La vida total – 5:12 (testo: Patricio Manns – musica: Eduardo Carrasco)
7. Quilapayún e Inti-Illimani Histórico – El canto de la cuculí – 4:08 (musica: Eduardo Carrasco)
8. Quilapayún e Inti-Illimani Histórico – La muralla – 5:20 (testo: Nicolás Guillén – musica: Eduardo Carrasco, Guillermo Oddó, Carlos Quezada, Patricio Castillo)
9. Quilapayún e Inti-Illimani Histórico – El aparecido (feat. Pancho Sazo) – 4:21 (Víctor Jara)
10. Quilapayún e Inti-Illimani Histórico – Canción final de la Cantata Santa María de Iquique – 3:35 (Luis Advis)

Durata totale: 44:19

### seconda edizione
Disco 1
1. Inti-Illimani Histórico – Alturas – 3:17 (musica: Horacio Salinas)
2. Inti-Illimani Histórico e Quilapayún – El pueblo unido jamás será vencido – 3:49 (testo: Quilapayún e Sergio Ortega – musica: Sergio Ortega)
3. Inti-Illimani Histórico e Quilapayún – Palimpsesto – 4:45 (testo: Patricio Manns – musica: Horacio Salinas)
4. Inti-Illimani Histórico e Quilapayún – El tinku (tradizionale boliviano) – 3:46
5. Inti-Illimani Histórico e Quilapayún – Tatatí – 3:23 (musica: Horacio Salinas)
6. Inti-Illimani Histórico e Quilapayún – Simón Bolivar – 2:41 (Rubén Lena e Isidro Contreras)
7. Inti-Illimani Histórico – Cándidos – 4:16 (testo: José Seves e Eugenio Llona – musica: José Seves)
8. Inti-Illimani Histórico – Danza di Calaluna – 4:36 (musica: Horacio Salinas)
9. Inti-Illimani Histórico – Medianoche – 4:06 (testo: Patricio Manns – musica: Horacio Salinas)
10. Inti-Illimani Histórico – La exilada del sur (feat. Los Bunkers) – 4:25 (testo: Violeta Parra – musica: Patricio Manns)

Durata totale: 39:04
Disco 2
1. Inti-Illimani Histórico e Quilapayún – El Arado (feat. Mecánica Popular) – 5:17 (Víctor Jara)
2. Quilapayún – Canto negro (feat. Chancho en Piedra) – 4:44 (testo: Nicolás Guillén – musica: Eduardo Carrasco)
3. Quilapayún – Premonición a la muerte de Joaquín Murieta – 4:04 (testo: Pablo Neruda – musica: Eduardo Carrasco)
4. Quilapayún – Oguere (tradizionale cubano) – 3:42
5. Quilapayún – Entre morir y no morir – 4:30 (testo: Pablo Neruda – musica: Sergio Ortega)
6. Quilapayún e Inti-Illimani Histórico – Ventolera – 2:31 (musica: Eduardo Carrasco)
7. Quilapayún e Inti-Illimani Histórico – La vida total – 5:12 (testo: Patricio Manns – musica: Eduardo Carrasco)
8. Quilapayún e Inti-Illimani Histórico – El canto de la cuculí – 4:01 (musica: Eduardo Carrasco)
9. Quilapayún e Inti-Illimani Histórico – La muralla – 5:00 (testo: Nicolás Guillén – musica: Eduardo Carrasco, Guillermo Oddó, Carlos Quezada, Patricio Castillo)
10. Quilapayún e Inti-Illimani Histórico – El aparecido (feat. Pancho Sazo) – 3:34 (Víctor Jara)
11. Quilapayún e Inti-Illimani Histórico – Canción final de la Cantata Santa María de Iquique – 3:12 (Luis Advis)

Durata totale: 45:47

### terza edizione
Música en la memoria Juntos en Chile vol.1
1. Inti-Illimani Histórico – Alturas – 3:19 (musica: Horacio Salinas)
2. Inti-Illimani Histórico e Quilapayún – El pueblo unido jamás será vencido – 3:51 (testo: Quilapayún e Sergio Ortega – musica: Sergio Ortega)
3. Inti-Illimani Histórico e Quilapayún – Palimpsesto – 4:46 (testo: Patricio Manns – musica: Horacio Salinas)
4. Inti-Illimani Histórico e Quilapayún – El tinku (tradizionale boliviano) – 3:48
5. Inti-Illimani Histórico e Quilapayún – Tatatí – 3:25 (musica: Horacio Salinas)
6. Inti-Illimani Histórico e Quilapayún – Simón Bolivar – 2:42 (Rubén Lena e Isidro Contreras)
7. Inti-Illimani Histórico – Cándidos – 4:18 (testo: José Seves e Eugenio Llona – musica: José Seves)
8. Inti-Illimani Histórico – Danza di Calaluna – 4:38 (musica: Horacio Salinas)
9. Inti-Illimani Histórico – Medianoche – 4:08 (testo: Patricio Manns – musica: Horacio Salinas)
10. Inti-Illimani Histórico – La exilada del sur (feat. Los Bunkers) – 4:27 (testo: Violeta Parra – musica: Patricio Manns)
11. Inti-Illimani Histórico – El mercado de Testaccio – 4:09 (musica: Horacio Salinas)
12. Inti-Illimani Histórico – Campanitas/Mis llamitas – 4:17 (musica: Alfredo Domínguez e Ernesto Cavour)
13. Inti-Illimani Histórico e Quilapayún – El Arado (feat. Mecánica Popular) – 5:19 (Víctor Jara)
14. Quilapayún – Canto negro (feat. Chancho en Piedra) – 4:44 (testo: Nicolás Guillén – musica: Eduardo Carrasco)

Durata totale: 57:51
Música en la memoria Juntos en Chile vol.2
1. Inti-Illimani Histórico e Quilapayún – El Arado (feat. Mecánica Popular) – 5:17 (Víctor Jara)
2. Quilapayún – Canto negro (feat. Chancho en Piedra) – 4:44 (testo: Nicolás Guillén – musica: Eduardo Carrasco)
3. Quilapayún – Premonición a la muerte de Joaquín Murieta – 4:04 (testo: Pablo Neruda – musica: Eduardo Carrasco)
4. Quilapayún – Oguere (tradizionale cubano) – 3:42
5. Quilapayún – Entre morir y no morir – 4:30 (testo: Pablo Neruda – musica: Sergio Ortega)
6. Quilapayún e Inti-Illimani Histórico – Ventolera – 2:31 (musica: Eduardo Carrasco)
7. Quilapayún e Inti-Illimani Histórico – La vida total – 5:12 (testo: Patricio Manns – musica: Eduardo Carrasco)
8. Quilapayún e Inti-Illimani Histórico – El canto de la cuculí – 4:01 (musica: Eduardo Carrasco)
9. Quilapayún e Inti-Illimani Histórico – La muralla – 5:00 (testo: Nicolás Guillén – musica: Eduardo Carrasco, Guillermo Oddó, Carlos Quezada, Patricio Castillo)
10. Quilapayún e Inti-Illimani Histórico – El aparecido (feat. Pancho Sazo) – 3:34 (Víctor Jara)
11. Quilapayún e Inti-Illimani Histórico – Canción final de la Cantata Santa María de Iquique – 3:12 (Luis Advis)
12. Inti-Illimani Histórico – Alturas – 3:17 (musica: Horacio Salinas)
13. Inti-Illimani Histórico e Quilapayún – El pueblo unido jamás será vencido – 3:49 (testo: Quilapayún e Sergio Ortega – musica: Sergio Ortega)
14. Inti-Illimani Histórico e Quilapayún – Simón Bolivar – 2:41 (Rubén Lena e Isidro Contreras)

Durata totale: 55:34

## Crediti

### Formazioni

#### Inti-Illimani Histórico
- Horacio Salinas
- José Seves
- Horacio Duran
- Jorge Ball
- Fernando Julio
- Danilo Donoso
- Camilo Salinas

#### Quilapayún
- Eduardo Carrasco
- Hernán Gómez
- Carlos Quezada
- Guillermo García
- Rubén Escudero
- Hugo Lagos
- Ricardo Venegas
- Ismael Oddó

### Personale tecnico
- Sebastián Olivari - grafica e copertina
- Miguel Teijido - logo e illustrazioni
- Christina Azócar - fotografie
- Eduardo Vergara: missaggio e masterizzazione